# Vlajka Río Negra

Vlajka Río Negra
Poměr stran: 2:3

Vlajka Río Negra, jedné z argentinských provincií je tvořena listem o poměru stran 2:3, se třemi vodorovnými pruhy – modrým (Pantone 283, bílým (Warm Grey 1) a zeleným (Pantone 261). V modrém pruhu se u žerdi nachází černý kanton se třinácti bílými, pěticípými hvězdami, uspořádanými do kruhu. Plocha černého kantonu je 1/6 (což ale neodpovídá obrázku, zřejmě jde o překlep a správně má být 1/9) plochy vlajky.
Modrá barva symbolizuje spravedlnost a vodní zdroje v provincii, bíla provinční vládu a zelená naději a bohatství země. Černá barva odkazuje na název provincie a řeky Río Negro (česky Černá řeka). Počet hvězd představuje departmenty provincie.
Vlajku je možno užívat pouze se státní vlajkou (článek č. 3 zákona 4431).

## Historie
Od roku 1882 bylo území dnešní provincie rozděleno mezi teritoria Patagonia a La Pampa. V roce 1884 byla vytvořeno národní teritorium Río Negro a v roce 1957 z něho byla (přijetím provinční ústavy) vytvořena provincie. Před přijetím oficiální vlajky se (občas) užívala neoficiální bílá vlajka s uprostřed umístěným (tehdejším) provinčním znakem. (není obrázek)
V roce 1997 došlo k prvnímu pokusu ustanovit oficiální vlajku, ovšem bez úspěchu.
V roce 2008 byla ustanovena (zákonem č. 4362) komise pro vytvoření provinční vlajky a byla vyhlášena veřejná soutěž. Autorem vítězného návrhu, který byl oficiálně představený 25. března 2009, se stal Daniel Cuomo a jeho návrh byl předložen provinčnímu parlamentu.
Přijetí vlajky bylo kontroverzní, vlajka byla dle diskuse podobná vlajce Království Araukánie a Patagonie (1860–1862), nebo smyšlené vlajce provincie (loga, které se objevilo v hromadné dopravě v roce 2005, odkazovalo na indiány Comahue a bylo prohlášeno za neoficiální vlajku), nahrané na Wikimedia Commons v roce 2007. Vlajka byla také kritizována za podobnost s lesothskou vlajkou.

Vlajka Království Araukánie a Patagonie (1860–1862} Poměr stran: 2:3
Smyšlená vlajka provincie (prohlášená za neoficiální), nahraná na Wikimedia Commons v roce 2007
Lesothská vlajka (pro srovnání) Poměr stran: 2:3

Vlajka provincie byla přijata 31. července 2009 zákonem č. 4431. Zákon byl vyhlášen 19. srpna dekretem č. 588/2009 a publikován v úředním věstníku 27. srpna 2009.
Ke slavnostnímu vztyčení vlajky provincie došlo (dle článku 4 zákona) 1. října 2009 na břehu Río Negra, v blízkosti památníku Francisca de Viedmy. Stejný den se provincie vrátila ke svému původnímu znaku z roku 1966.